# Joyce (cantante)
Joyce, pseudonimo di Joyce Silveira Moreno (Rio de Janeiro, 31 gennaio 1948), è una cantante e chitarrista brasiliana.

## Biografia

### Gli inizi
Joyce Silveira Palhano de Jesus nacque da Zemir Silveira Palhano e Helge Arvid Johnston. Alla separazione della coppia, che avvenne prima della nascita della bimba, il primo marito di Zemir, Luiz Antonio Palhano de Jesus, acconsentì a registrarla con il proprio cognome, ma della bambina si occupò soltanto la madre che accudì anche i due figli avuti dal primo matrimonio. Educata al Colégio São Paulo di Ipanema, crebbe nell'atmosfera della bossa nova, dato che il fratello Newman era un chitarrista in amicizia con Roberto Menescal, Eumir Deodato e altri musicisti seguaci del nuovo sound.
Fu proprio per imitazione che, quattordicenne, la ragazza cominciò a suonare la chitarra da autodidatta seguendo con attenzione il fratello; poi studiò chitarra classica e tecnica dello strumento sotto la guida di Jodacil Domaceno, e frequentò le lezioni di teoria e di solfeggio tenute da Wilma Graça. Contemporaneamente seguì i corsi universitari laureandosi in giornalismo all'università di Rio de Janeiro. Alla formazione musicale di Joyce contribuirono nel 1963 l'esperienza in studio, dietro invito di Menescal, con la registrazione di Sambacana, e quattro anni più tardi la partecipazione al II Festival Internacional da Canção nel quale si classificò con il suo pezzo Me disseram. La musicista iniziò anche a comporre proprie melodie .

### La carriera
Fu il 1968 l’anno dell’esordio professionistico dell’artista, con l’uscita del primo LP, Joyce, corredato dalle note di presentazione sulla copertina scritte da Vinícius de Moraes. Poi, fra il 1970 e l’anno seguente, si unì a Nélson Ângelo, Novelli, Toninho Horta e Naná Vasconcelos nel gruppo A Tribo, registrando alcune tracce del disco Posições. La nascita delle figlie Clara e Ana, rispettivamente nel 1971 e 1972, la costrinsero a interrompere temporaneamente la carriera fino al 1975, con l’eccezione dell’LP Nélson Ângelo e Joyce inciso assieme al chitarrista nel 1973.
Ritornò alla ribalta musicale nel 1975 quando le fu chiesto di accompagnare in tour Vinicius de Moraes in sostituzione di Toquinho. Il risultato delle sue esibizioni fu tale che venne invitata a seguire Vinicius e Toquinho nella loro tournée europea. In Italia registrò Passarinho urbano, nel quale Joyce dette voce ai musicisti censurati dal regime militare che opprimeva il Brasile; nel disco interpretò composizioni di Caetano Veloso, Milton Nascimento, Nélson Ângelo, Chico Buarque e lo stesso Vinicius. Due anni dopo stette sei mesi a New York per incidere Naturaleza, a fianco di Maurício Maestro e di musicisti jazz, con gli arrangiamenti di Claus Ogerman. Presto le canzoni composte da Joyce iniziarono a essere riprese da altri musicisti brasiliani, fra i quali Milton Nascimento, Elis Regina, Nana Caymmi e Maria Bethânia.
Clareana, ninnananna scritta a Roma nel 1976 per le due figlie, fu lanciata nel Festival de Música Popular Brasileira, e con questa composizione arrivò per Joyce il grande successo, confermato dall’LP Feminina, il cui trionfo fu dovuto anche al fatto che in quel periodo poche erano le interpreti brasiliane che si accompagnavano con la chitarra. Seguirono per il resto degli anni ottanta registrazioni significative: Água e Luz del 1981, Tardes cariocas del 1984, Saudade do futuro dell'anno successivo, Wilson Batista: o samba foi sua glória (1986); poi nel 1987 il tributo a un maestro della bossa nova, Tom Jobim: anos 60; poi Negro demais no coração del 1988 e Joyce ao vivo uscito nel 1989.
Nel decennio seguente, Joyce continuò a incidere (fra gli altri un omaggio a Elis Regina) ma tentò anche incursioni in territori nuovi: nel 1993 a Londra, davanti a 2.000 spettatori, fu la prima artista brasiliana a esibirsi nel circuito dell'acid jazz; pubblicò nel 1997 Fotografei você na minha Rolleyflex, un libro che raccoglieva aneddoti e narrazioni attorno alla musica brasiliana; e a fine decennio fu cronista del giornale O Dia. Mentre diffondeva la musica brasiliana da Copenaghen a Soweto, il suo CD Astronauta ricevette una nomination per un Grammy Latino quale miglior disco di musica popolare brasiliana. Nello stesso 2000 incise assieme a João Donato il disco Tudo bonito.
Dopo avere sposato il batterista Tutty Moreno nel maggio del 2001, effettuò l'anno seguente una tournée che toccò il Giappone e l'Europa, e nel 2003 fu la volta del nuovo CD Banda Maluca, che conteneva proprie composizioni e anche una interpretazione di A Hard Day’s Night dei Beatles. Nel 2005 a San Paolo registrò assieme a Dori Caymmi Rio-Baia, che vede anche l'interpretazione di motivi composti da altri artisti quali Carlos Lyra, Paule César Pihneiro, Chico Buarque, Baden Powell, Dorival Caymmi. Il lavoro venne immesso sul mercato l'anno seguente.
C'era anche Joyce nel concerto Bossa nova 50 anos del 2008 che radunava un gran numero di musicisti brasiliani, fra i quali Carlos Lyra, lo Zimbo Trio, Roberto Menescal, Maria Rita, Leila Pinheiro, Emílio Santiago, João Donato, Leny Andrade, Fernanda Takai, Wanda Sá, Marcos Valle. Ambasciatrice della scena musicale brasiliana, fu curatrice di uno spettacolo a Londra che vedeva riuniti alcuni degli artisti di bossa nova appartenenti alla prima generazione: Roberto Menescal, Wanda Sá, Carlos Lyra, Marcos Valle, João Donato e Dori Caymmi, insieme a esponenti della generazione successiva. A luglio si esibì al Blue Note di Tokyo, il mese successivo era in Danimarca a dei laboratori musicali con altri strumentisti fra i quali Yusef Lateef e Miroslav Vitouš. In compagnia delle figlie Clara Moreno e Ana Martin, e circondata da protagonisti di rilievo della bossa nova, fu protagonista di alcuni spettacoli a San Paolo che hanno dato origine al DVD e al CD Joyce ao vivo – 40 anos de carreira. L’anno successivo uscì Visions of Dawn, che contiene materiale inedito inciso a Parigi dalla chitarrista assieme a Mauricio Maestro e Naná Vasconcelos; a cui seguono Celebrating Jobim, inciso nel 2007, Acquarius con João Donato e Slow Music, contenente canzoni d’amore. Si esibì dal vivo con il suo quartetto in una tournée canadese che toccò Vancouver, Ottawa, Toronto e Montreal. Altri tour sono seguiti nel 2010: Nelle isole Canarie, a fianco di Menescal, Danilo Caymmi, João Donato e Clara Moreno, negli Stati Uniti e di nuovo in Canada. Nel 2010, dopo un suo concerto sulla spiaggia di Ipanema nel quale figuravano brani dei maggiori compositori brasiliani , l’attività in studio ha originato Aquelas Coisas Todas Musica Encontros Ideias, album con materiale già pubblicato nel passato ma ora arricchito; e, a seguito del successo del suo concerto carioca, l’artista ha iniziato il lavoro di produzione di Rio de Janeiro, contenente anche le sue composizioni Meu Rio e Puro Ouro e messo in commercio l’anno successivo.
Il jazz ha fatto la sua comparsa nelle produzioni di Joyce a partire dall’album Tudo, del 2013, registrato da una formazione che accanto alla chitarrista vedeva il piano di Hélio Alves e la batteria di Tutty Moreno. Cool del 2015 offre la rilettura di tanti pezzi classici di jazz, mentre con Raiz è ritornata alle radici interpretando i classici della bossa nova, in alcuni brani affiancata da Menescal. Gli anni a seguire vedono le incisioni di altri album: Poesia con il pianista Kenny Werner, e Palavra e som, che mescolano samba, bossa nova e jazz; e nel 2018 Argumento: Canções de Sidney Miller ao vivo no IMS, disco nel quale Joyce e Alfredo Del-Penho riprendono i lavori del compositore brasiliano Sidney Miller. Dello stesso anno è 50, album in cui l’artista ha reinterpretato brani di esordio e che ospita Marcos Valle, Zélia Duncan, Francis Hime, Toninho Horta e Menescal. Per l’etichetta discografica Biscoto Fino, nel 2020 viene lanciato Fiz uma viagem – Songs for Dori Caymmi, già pubblicato tre anni prima per il mercato giapponese, e nel maggio dell’anno seguente, a fianco di Ivan Lins e Marco Valles, Joyce ha inciso il singolo Casa que era minha.
Nel 2019 ha registrato il CD Eu sou mulher, eu sou feliz insieme ad altre cantanti fra le quali Daniela Mercury, Alcione, Mônica Salmaso ed Elba Ramalho.

## Discografia

### Album
- 1968 - Joyce
- 1969 - Encontro Marcado
- 1971 - Posições (A Tribo)
- 1971 - Joyce
- 1973 - Nelson Ângelo & Joyce (Nelson Angelo e Joyce)
- 1976 - Passarinho urbano
- 1980 - Feminina
- 1981 - Água e luz
- 1983 - Tardes cariocas
- 1985 - Saudade do futuro
- 1986 - Wilson Batista, o samba foi sua glória
- 1987 - Tom Jobim - Os anos 60
- 1988 - Negro demais no coração
- 1989 - Joyce ao vivo
- 1990 - Music Inside
- 1991 - Línguas e mores
- 1993 - Feminina/Água e Luz-Série 2 em 1
- 1994 - Delírios de Orfeu
- 1994 - Revendo amigos
- 1995 - Sem você (Joyce e Toninho Horta)
- 1995 - Live at Mojo Club
- 1996 - Ilha Brasil
- 1998 - Astronauta - Canções de Elis
- 1999 - Hard bossa
- 2000 - Tudo bonito
- 2001 - Gafieira moderna
- 2003 - Banda Maluca
- 2006 - Rio-Bahia (Joyce e Dori Caymmi)
- 2009 - Slow Music
- 2011 - Samba-Jazz & outras bossas (Joyce e Tutty Moreno)
- 2012 - Aquarius (Joyce e João Donato)
- 2012 - Rio de Janeiro
- 2013 - Tudo
- 2015 - Raiz
- 2015 - Cool
- 2017 - Palavra e som
- 2017 - Fiz uma viagem
- 2018 - 50
- 2018 - Argumento: Canções de Sidney Miller ao vivo no IMS
- 2019 - Eu sou mulher, eu sou feliz

### Raccolte
- 1995 - Meus momentos
- 1996 - Meus momentos II
- 1997 - The Essential Joyce
- 1997 - Performance
- 1999 - Meus momentos I e II

### Partecipazioni
- 2009 - De Bem com a vida (Alberto Rosenblit)
- 2011 - Mario Adnet: Vinicius & os maestros – Orquestra e convidados (Mario Adnet)

### DVD
- 2005 - Joyce & Banda Maluca - Ao vivo[8]
- 2008 - Joyce ao vivo – 40 anos de carreira